# Donald Trump's Real Estate Tycoon
Donald Trump's Real Estate Tycoon è un videogioco manageriale per PC, creato da Airborne e pubblicato il 7 novembre 2002 da Activision Value. Il 20 ottobre 2004 è uscita anche una conversione per telefoni cellulari.

## Modalità di gioco
Ognuno degli uffici nelle cinque città presenti nel gioco (Los Angeles, New York, Atlantic City, Londra e Parigi) apre alle ore 6 e chiude alle ore 22. Per questa ragione il giocatore dovrà, in certi momenti, attendere l'orario di apertura o in alternativa giocare momentaneamente in un'altra città.
Un giocatore può scegliere e comprare un terreno edificabile su cui poter costruire un edificio. Il prezzo dell'appezzamento dipende sia dalla grandezza del terreno, sia dal tempo passato dall'inizio della partita.
Prima di avviare la costruzione dell'edificio, è possibile impostarne lo stile, la qualità, il numero di piani (massimo 12) e la durata della costruzione. Per ogni piano è possibile scegliere una specializzazione tra le tre presenti nel gioco, ovvero negozi, uffici e condomini. Ogni specializzazione ha pro e contro: per esempio, i negozi sono quelli che costano di più, ma generano più profitti, mentre gli uffici generano piccoli profitti ad un minor costo.
Una volta che la costruzione dell'edificio è stata ultimata, il giocatore può scegliere se vendere o affittare ogni piano: tramite la vendita si ottiene un pagamento immediato, l'affitto invece genera profitti mensili.
Sono presenti anche quattro banche, da cui è possibile prendere in prestito denaro. I prestiti sono pagati automaticamente dopo un determinato numero di mesi. Per questo motivo, è necessario generare profitti consistenti dopo aver effettuato un prestito.
La qualità di un edificio diminuisce nel tempo, quindi è consigliato ristrutturare i piani prima di venderli o affittarli. Tramite la ristrutturazione, è possibile cambiare la specializzazione di uno specifico piano. Lo stile degli edifici o il numero dei piani può essere cambiato solo ricostruendo l'edificio.
Nel gioco sono presenti cinque missioni. Nel momento in cui il giocatore portasse a compimento tutte e cinque le missioni, viene sbloccata una nuova modalità che prevede una sfida contro l'imprenditore Donald Trump. In questa modalità il giocatore si misurerà contro Trump per un determinato numero di anni, con l'obiettivo di generare più profitti dell'avversario, ed eventualmente fargli dichiarare bancarotta. In questa modalità sono attivi la criminalità e i disastri naturali, che comportano danni agli edifici.